# 坦博帕塔河

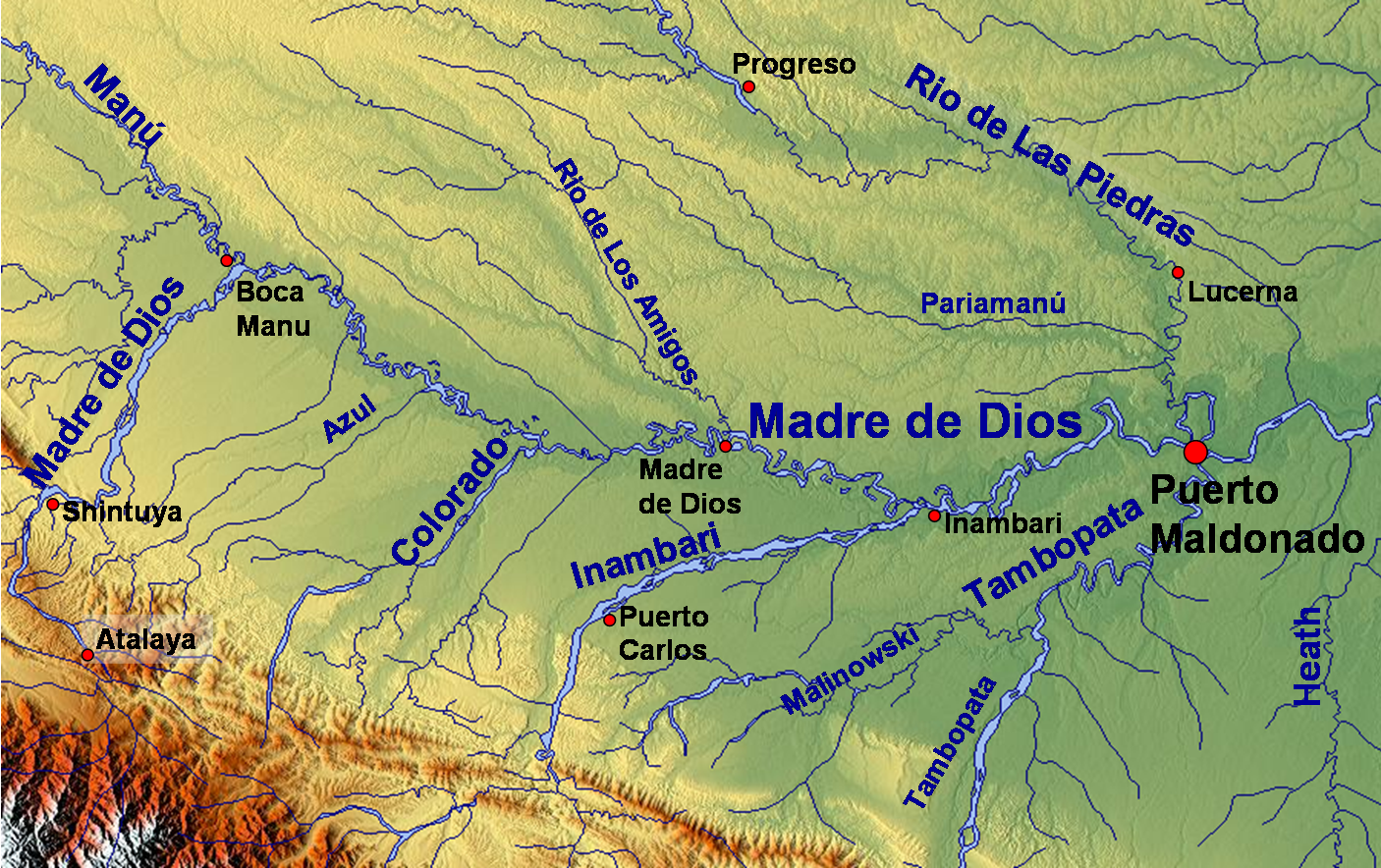
坦博帕塔河地圖（右下）

坦博帕塔河（西班牙語：Río Tambopata）流经秘魯和玻利维亚，位於亞馬遜河流域，屬於馬德雷德迪奧斯河的支流，其起源地位于玻利维亚的拉巴斯省，河道全長402公里，河流上部分是秘鲁和玻利维亚之间的边界，河流大部分位于秘鲁的馬德雷德迪奧斯大區和普諾大區。河流流經坦博帕塔國家級自然保護區。